# Petar Miloševski
Petar „Peco“ Miloševski (mazedonisch Петар Милошевски; * 6. Dezember 1973 in Bitola; † 13. März 2014 in Kumanovo) war ein mazedonischer Fußballspieler.

## Karriere

### Vereine
Miloševski begann in seinem Geburtsort beim dort ansässigen FK Pelister Bitola als Torhüter mit dem Vereinsfußball. Im Alter von 16 Jahren rückte er in die erste Mannschaft des Vereins auf, für die er zunächst in der 2. jugoslawischen Liga sowie nach dem Aufstieg im Jahr 1991 auch in der 1. jugoslawischen Liga spielte. Nach der Unabhängigkeit Nordmazedoniens von Jugoslawien und der Gründung der Prva Makedonska Liga, der sein Verein als Gründungsmitglied angehörte, kam er in der höchsten Spielklasse Mazedoniens von 1992 bis 1994 zum Einsatz. Mit der Mannschaft erreichte er zweimal in Folge das Finale um den Vereinspokal, verlor jedoch beide Finalspiele (0:1 gegen Vardar Skopje, 2:4 im Elfmeterschießen gegen Sileks Kratovo).
Zur Saison 1994/95 wechselte er zum Ligakonkurrenten Vardar Skopje und gewann am Ende seiner Premierensaison mit dem Gewinn der Meisterschaft seinen ersten Titel und mit dem nationalen Vereinspokal – Sileks Kratovo wurde im Finale mit 2:1 bezwungen – das Double. Am Ende seiner letzten Saison für Vardar, der Spielzeit 1997/98, gewann er mit der Mannschaft erneut den Vereinspokal mit einem 2:0-Finalsieg über den FK Sloga Jugomagnat Skopje. Sein erstes Spiel auf europäischer Ebene bestritt er am 23. August 1994 bei der 0:1-Niederlage im Rückspiel gegen den Békéscsaba Előre aus Ungarn, im Rahmen der Vorrunde des UEFA-Pokals 1994/95.
Von 1998 bis 2005 war Miloševski für drei türkische Erstligisten aktiv; zunächst bis 2001 für Trabzonspor, anschließend bis 2004 für Malatyaspor und in der Saison 2004/05 für Akçaabat Sebatspor. Mit Trabzonspor kam er in insgesamt sechs Spielen auf europäischer Ebene zum Einsatz. Zunächst bestritt er am 11. und 25. August 1998 die beiden Spiele gegen Wisła Krakau in der 2. Qualifikationsrunde für die Teilnahme am UEFA-Pokal 1998/99. Ein Jahr später kam Miloševski im UEFA Intertoto Cup 1999 zum Einsatz, er bestritt am 17. und 24. Juli 1999 die beiden Spiele der 3. Runde gegen den AC Perugia Calcio und am 28. Juli und 4. August 1999 die beiden Halbfinalspiele gegen den Hamburger SV.
Zur Saison 2005/06 wechselte Miloševski zum zyprischen Erstligisten Enosis Neon Paralimni. Bis zu seinem Karriereende im Jahr 2012 kam er für den Verein aus Paralimni in 151 Pflichtspielen zum Einsatz.

### Nationalmannschaft
Miloševski bestritt in einem Zeitraum von zwölf Jahren 59 Länderspiele. Sein Debüt für die Nationalmannschaft gab er am 25. März 1998 in Skopje beim 1:0-Sieg im Freundschaftsspiel gegen die Nationalmannschaft Bulgariens. Seinen letzten Einsatz als Nationaltorhüter absolvierte er am 11. Februar 2009 im türkischen Aksu beim 1:1-Unentschieden gegen die Nationalmannschaft Moldaus. Dazwischen bestritt er 26 weitere in Freundschaft ausgetragene Länderspiele sowie elf WM- und 19 EM-Qualifikationsspiele.

## Erfolge
Vardar Skopje
- Mazedonischer Meister: 1998
- Mazedonischer Pokalsieger: -Sieger 1995, 1998

FK Pelister Bitola
- Aufstieg in die 1. Jugoslawische Liga 1991
- Mazedonischer Pokalsieger: 1991[1]
- Mazedonischer Pokalfinalist: 1992, 1993

## Sonstiges
Nach dem Ende seiner Spielerkarriere im Sommer 2012 füllte er das Amt des Sportdirektors des nordmazedonischen Fußballverbandes (Fudbalska Federacija na Makedonija) aus. Miloševski starb im Alter von 40 Jahren infolge eines Verkehrsunfalls, der sich am 13. März 2014 auf dem Heimweg nach einer Wohltätigkeitsveranstaltung ereignet hatte – das Fahrzeug war frontal mit einem entgegenkommenden Fahrzeug zusammengestoßen.